# Les Rêveurs (maison d'édition)
Ne doit pas être confondu avec Le Rêveur ou Un rêveur.
Les Rêveurs est une maison d'édition française de bandes dessinées, initialement connue sous le nom de Rêveurs de runes, créée par Nicolas Lebedel et Manu Larcenet.

## Auteurs
- Baru
- Daniel Casanave
- Jean-Christophe Chauzy
- Étienne Davodeau
- Jean-Yves Ferri
- Golo
- Jorge González
- Jean-François Hautot
- George Herriman
- Jacovitti
- Manu Larcenet
- Marc Lizano
- LL de Mars
- Pedro Mairal
- Carlos Nine
- Lucas Nine
- David Prudhomme
- Jake Raynal
- Soluto
- Philippe Squarzoni
- Stanislas
- Olivier Texier

## Collections

### On verra bien
Première collection inaugurée par Dallas Cowboy de Manu Larcenet en 1997.
- Format horizontal 20 × 30 cm
- Couverture quadri, souple ou cartonnée

### C'est tout vu
L'âge ingrat de Jean-Christophe Chauzy a inauguré cette collection en 2000.
- Format 24 × 33 cm
- Couverture en trichromie ou quadri

### M'as-tu vu
- Format 16 × 16 cm

### Pas vu pas pris
- Format 13,5 × 17 cm